# 佐藤修二 (弁護士)
佐藤 修二（さとう しゅうじ、1973年9月 - ）は日本の法学者、弁護士。修士（法学）（ハーバード・ロー・スクール、2005年）。北海道大学大学院法学研究科教授。

## 略歴

### 学歴
- 1992年3月 - 東京都立八王子東高等学校 卒業
- 1997年3月 - 東京大学法学部 卒業
- 2005年6月 - ハーバード・ロー・スクール 卒業（LL.M., Tax Concentration）

### 職歴
- 2000年4月 - 最高裁判所司法研修所 修了、弁護士登録
- 2000年4月 - 田辺総合法律事務所 弁護士
- 2001年7月 - 桃尾・松尾・難波法律事務所 弁護士
- 2005年9月 - Davis Polk & Wardwell Foreign Temporary Associate
- 2006年9月 - 西村あさひ法律事務所 弁護士
- 2011年7月 - 東京国税不服審判所 国税審判官（〜2014年7月）
- 2014年7月 - 岩田合同法律事務所 弁護士（〜2022年9月）
- 2015年4月 - 成蹊大学法科大学院 非常勤講師（〜2019年）
- 2018年5月 - 国税庁税務大学校本科「組織再編」講師
- 2019年4月 - 東京大学大学院法学政治学研究科 客員教授（〜2022年3月）
- 2020年5月 - 第一東京弁護士会弁護士業務改革委員会第一部会（税務部会）副部会長
- 2022年10月 - 北海道大学大学院法学研究科 教授

## 専門
企業法務、税務、租税法

## 著書

### 単著
- 『実務に活かす！税務リーガルマインド』日本加除出版（2016年）

### 共著
- 『国際租税訴訟の最前線』有斐閣（2010年）
- 『移転価格税制のフロンティア』有斐閣（2011年）
- 『租税法概説』有斐閣（2011年）
- 『時代を彩る商事判例』商事法務（2015年）
- 『租税判例百選〔第6版〕』有斐閣（2016年）
- 『新・株主総会物語』商事法務（2017年）
- 『現代租税法講座第３巻－企業・市場』日本評論社（2017年）
- 『時効・期間制限の理論と実務』日本加除出版（2018年）